# Caroline Lagerfelt
Caroline Eugenie Lagerfelt (23 september 1947, Parijs (Frankrijk)) is een Franse-Amerikaanse actrice. 

## Biografie
Lagerfelt is een dochter van een Baron, die voor enige jaren een Zweedse ambassadeur was in Oostenrijk. Haar moeder komt van oorsprong uit Engeland.
Lagerfelt is getrouwd en heeft uit dit huwelijk twee zonen. Zij spreekt vloeiend 4 talen: Engels, Zweeds, Frans en Duits. 
Lagerfelt begon in 1979 met acteren in de televisieserie Archie Bunker's Place. Hierna heeft ze in meerdere televisieseries en films gespeeld zoals Ghostwriter (1993), Beverly Hills, 90210 (1995-1996), Nash Bridges (1996-2001), Six Degrees (2006-2007) en Gossip Girl (2007-2010).

## Filmografie

### Films
Uitgezonderd korte films.
- 2024: Mothers' Instinct - als Jean
- 2021: The God Committee - als Nadia Taylor
- 2020: She's in Portland - als Sally
- 2019: A World Away - als oma
- 2018: Wake. - als Ivy Rose
- 2018: The Wedding Do Over - als mrs. Coolidge
- 2015: I'll See You in My Dreams - als Leslie
- 2014: Mostly Ghostly: Have You Met My Ghoulfriend - als oudere Emma
- 2014: The Homesman - als Netti
- 2013: Altered Minds - als Lillian
- 2012: Girls Against Boys - als professor Sara Randolph
- 2008: August – als Nancy Sterling
- 2007: Murder 101: If Wishes Were Horses – als Mary Bergin
- 2006: All the King’s Men – als mrs. Peyton
- 2006: Poseidon – als Mary
- 2005: Mrs. Harris – als school administratie medewerkster
- 2005: Homecomming – als mrs. Carter
- 2002: red Skies – als Veronica Peirson
- 2002: Minority Report – als Greta van Eyck
- 2000: Missing Pieces – als Serena
- 1998: The Lake – als Louise Terry
- 1997: Glam – als Joleen Lemon
- 1997: Journey of the Hart – als vrouw van het huis
- 1995: Father of the Bride Part II – als verpleegster
- 1995: No Way Back – als FBI agente Emily Fukes
- 1995: Bye Bye Love – als moeder bij Mac Donalds
- 1988: home at Last – als Christina
- 1986: Iron Eagle – als Elizabeth Masters

### Televisieseries
Uitgezonderd eenmalige gastrollen.
- 2023 Hunters - als Gertrude Zuchs - 2 afl.
- 2020 - 2022 Sweet Magnolias - als Paula Vreeland - 9 afl.
- 2021 Law & Order: Organized Crime - als Agniezjka Bogdani - 5 afl.
- 2020 The Bold Type - als Claire Hunter - 2 afl.
- 2018 The Blacklist - als Vera - 2 afl.
- 2015 Gotham - als mrs. Kean - 2 afl.
- 2007 - 2012 Gossip Girl - als Celia (CeCe) Rhodes – 10 afl.
- 2006 – 2007 Six Degrees – als J.T. – 4 afl.
- 1996 – 2001 Nash Bridges – als Inger Dominguez – 27 afl.
- 1995 – 1996 beverly Hills, 90210 – als Sheila Silver – 5 afl.
- 1993 Ghostwriter – als Sally Lewis – 4 afl.

## Theaterwerk opBroadway
- 1992 A Small Family Business - als Anita
- 1989-1990 Lend Me a Tenor - als Diana
- 1984-1985 The Real Thing - als Annie (understudy)
- 1980 Betrayal - als Emma (understudy)
- 1977 Otherwise Engaged - als Beth
- 1975 The Constant Wife - als Marie-Louise Durham
- 1973 The Jockey Club Stakes - als lady Ursula Itchin
- 1971 The Philanthropist - als Liz
- 1971 Four on a Garden - als Helga / Jessica (understudy)